# Olympische Geschichte der Amerikanischen Jungferninseln
| Gelbes Symbol für Goldmedaillen mit stilisierten Olympischen Ringen | Graues Symbol für Silbermedaillen mit stilisierten Olympischen Ringen | Braundes Symbol für Bronzemedaillen mit stilisierten Olympischen Ringen |
| ------------------------------------------------------------------- | --------------------------------------------------------------------- | ----------------------------------------------------------------------- |
| —                                                                   | 1                                                                     | —                                                                       |

Das Virgin Islands Olympic Committee ist das Nationale Olympische Komitee der Amerikanischen Jungferninseln. Es wurde 1967 gegründet und im selben Jahr vom Internationalen Olympischen Komitee aufgenommen.
Bisher nahmen die Sportler der Karibikinsel an 14 Sommer- und acht Winterspielen teil. Bis auf die boykottierten Spiele von Moskau 1980 wurden zu allen Sommerspielen seit 1968 Sportler geschickt. Bei Winterspielen gingen erstmals 1988 Athleten an den Start. 

## Übersicht

### Sommerspiele

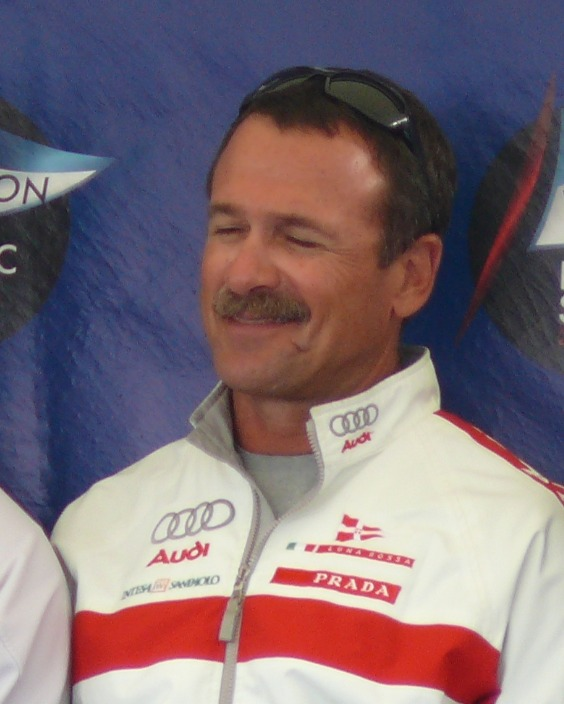
Peter Holmberg, der einzige Medaillengewinner der Amerikanischen Jungferninseln

Das olympische Debüt der Amerikanischen Jungferninseln begann 1968 in Mexiko-Stadt mit einer Mannschaft aus Leichtathleten, Seglern und Gewichthebern. Die Segler waren die ersten Olympioniken der Inselgruppe. Am 14. Oktober 1968 starteten Rudolph Thompson und John Hamber im Flying Dutchman sowie Per Dohm im Finn-Dinghi. 1972 in München folgten Teilnahmen im Boxen und Schießen, 1976 in Montreal im Schwimmen und Ringen. In Montreal ging auch die erste Frau der Amerikanischen Jungferninseln bei Olympischen Spielen an den Start. Erste Olympionikin war am 18. Juli 1976 die Schwimmerin Shelley Cramer über 100 Meter Freistil.
Die Amerikanischen Jungferninseln folgten dem Boykottaufruf der USA und blieben den Spielen von Moskau 1980 fern. Fechter und Reiter nahmen erstmals 1984 in Los Angeles teil, 1988 in Seoul kam der Radsport hinzu. In Seoul gewann erstmals ein Sportler der Amerikanischen Jungferninseln eine olympische Medaille. Der Segler Peter Holmberg erreichte im Finn-Dinghi Platz 2 und gewann damit die Silbermedaille. Die folgenden Teilnahmen waren erfolglos, zumal die Olympiamannschaften immer kleiner wurden.

### Winterspiele

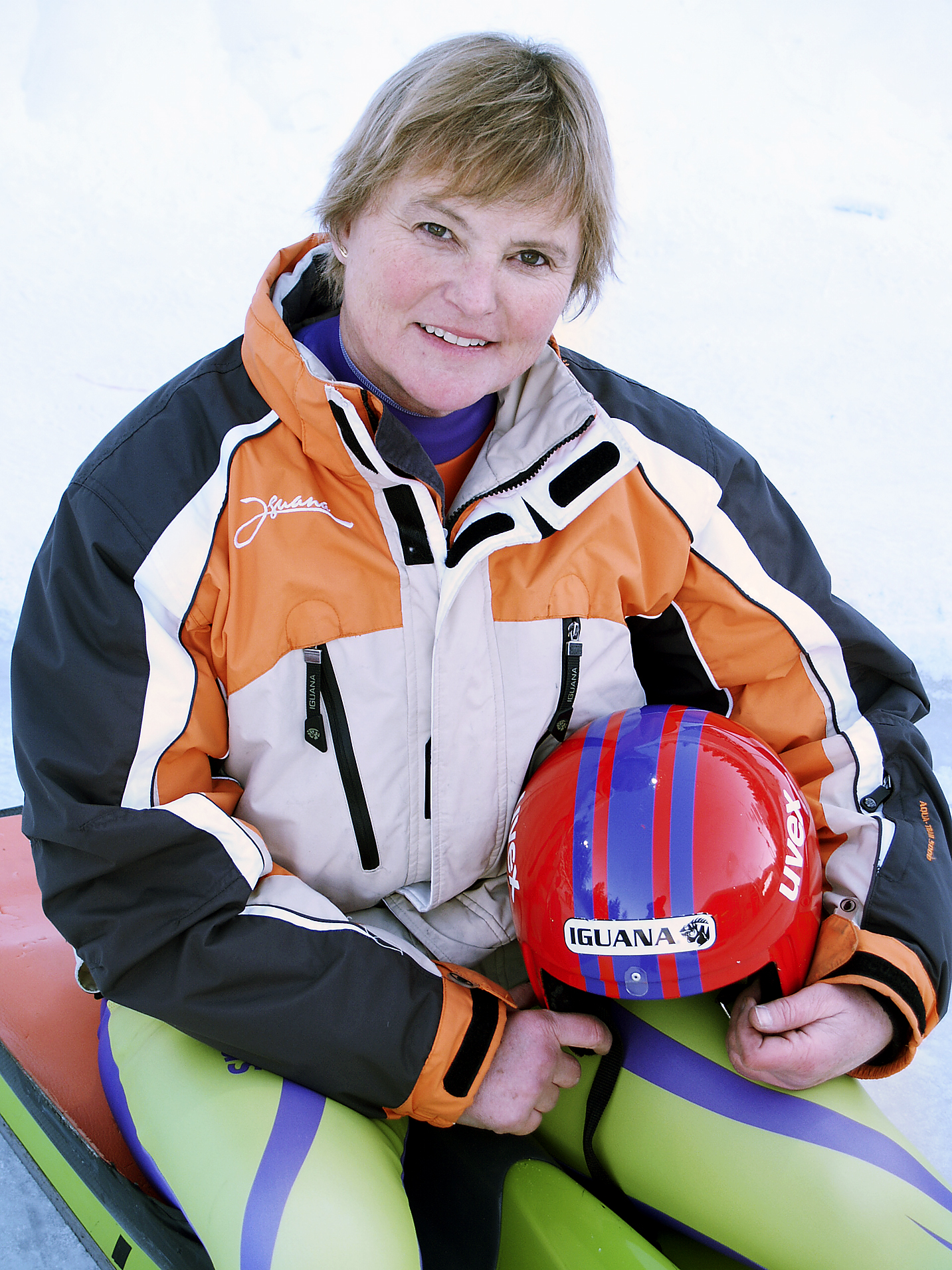
Anne Abernathy, älteste Olympionikin überhaupt, fünffache Teilnehmerin

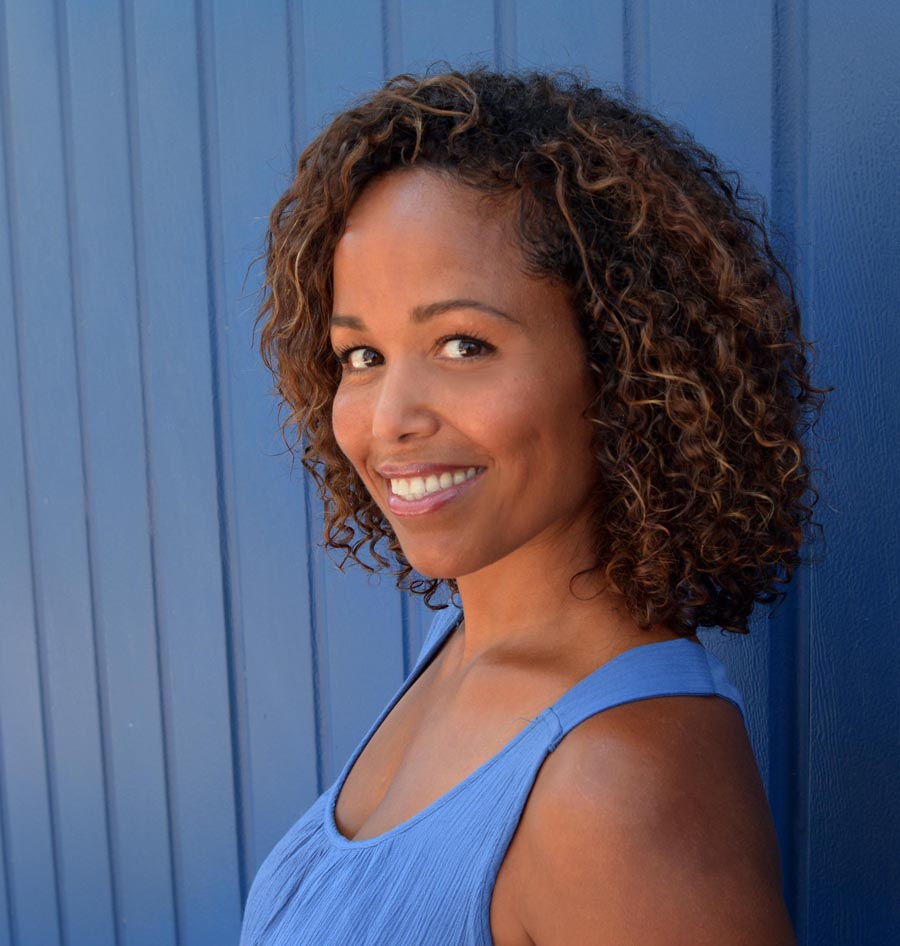
Seba Johnson, erste dunkelhäutige Frau und jüngste Teilnehmerin an olympischen Skirennen

Das Debüt bei Olympischen Winterspielen erfolgte 1988 in Calgary mit Teilnehmern aus den Sportarten Ski Alpin, Rodeln und Bobsport. Den ersten Start in einer Wintersportdisziplin führte am 16. Februar 1988 die Rodlerin Anne Abernathy. Vier Tage später gingen die ersten Männer an den Start. Die beiden Zweierbob-Teams bestanden aus Harvey Hook und Chris Sharpless sowie John Reeve un John Foster. Die Skirennläuferin Seba Johnson stellte gleich zwei Rekorde in ihrer Sportart auf: Sie war nicht nur die erste dunkelhäutige Skirennläuferin der Olympiageschichte, sondern auch die jüngste weibliche Athletin bei olympischen Skirennen. Die Olympiamannschaft 1992 in Albertville umfasste mit 12 Mitgliedern doppelt so viele Teilnehmer wie vier Jahre zuvor. Allerdings blieben die Sportler hier ebenso wie in Calgary erfolglos. Auch bei den folgenden Teilnahmen gelang keine vordere Platzierung. 2006 in Turin war Anne Abernathy zur sechsten Teilnahme an Olympischen Winterspielen gemeldet. Im Training verletzte sie sich jedoch bei einem Sturz so schwer, dass sie nicht am Wettkampf teilnehmen konnte. Anne Abernathy hält jedoch einige Rekorde. Mit 48 Jahren war sie die älteste Teilnehmerin an Olympischen Spielen (Sommer und Winter). Sie war die erste Frau, die sich für sechs Teilnahmen qualifizieren konnte. Sie war die erste Athletin über 50, die sich für Winterspiele qualifizieren konnte. In Albertville war sie die erste Athletin, die mit einer On-Board-Kamera ausgestattet wurde. In Lillehammer war sie die erste Athletin, die ein Online-Tagebuch führte.  2006 in Turin und 2010 in Vancouver wurde auf eine Teilnahme verzichtet. Erst in Sotschi 2014 traten die Amerikanischen Jungferninseln wieder an.

## Übersicht der Teilnehmer

### Sommerspiele
| Jahr      | Athleten           | Athleten           | Athleten           | Flaggenträger                  | Sportarten         | Sportarten         | Sportarten         | Sportarten         | Sportarten         | Sportarten         | Sportarten         | Sportarten         | Sportarten         | Sportarten         | Sportarten         | Medaillen          | Medaillen          | Medaillen          | Medaillen          | Rang               |
| Jahr      | Gesamt             | Männer             | Frauen             | Flaggenträger                  | Leichtathletik     | Segeln             | Gewichtheben       | Boxen              | Schießen           | Schwimmen          | Ringen             | Fechten            | Reitsport          | Radsport           | Bogenschießen      |                    |                    |                    | Total              | Rang               |
| --------- | ------------------ | ------------------ | ------------------ | ------------------------------ | ------------------ | ------------------ | ------------------ | ------------------ | ------------------ | ------------------ | ------------------ | ------------------ | ------------------ | ------------------ | ------------------ | ------------------ | ------------------ | ------------------ | ------------------ | ------------------ |
| 1896–1964 | nicht teilgenommen | nicht teilgenommen | nicht teilgenommen | nicht teilgenommen             | nicht teilgenommen | nicht teilgenommen | nicht teilgenommen | nicht teilgenommen | nicht teilgenommen | nicht teilgenommen | nicht teilgenommen | nicht teilgenommen | nicht teilgenommen | nicht teilgenommen | nicht teilgenommen | nicht teilgenommen | nicht teilgenommen | nicht teilgenommen | nicht teilgenommen | nicht teilgenommen |
| 1968      | 6                  | 6                  | 0                  | Leston Sprauve                 | 2                  | 3                  | 1                  |                    |                    |                    |                    |                    |                    |                    |                    |                    |                    |                    |                    |                    |
| 1972      | 16                 | 16                 | 0                  | William Peets                  | 1                  | 8                  |                    | 1                  | 6                  |                    |                    |                    |                    |                    |                    |                    |                    |                    |                    |                    |
| 1976      | 21                 | 19                 | 2                  | Ivan David                     | 3                  | 6                  |                    | 2                  | 4                  | 2                  | 4                  |                    |                    |                    |                    |                    |                    |                    |                    |                    |
| 1980      | nicht teilgenommen | nicht teilgenommen | nicht teilgenommen | nicht teilgenommen             | nicht teilgenommen | nicht teilgenommen | nicht teilgenommen | nicht teilgenommen | nicht teilgenommen | nicht teilgenommen | nicht teilgenommen | nicht teilgenommen | nicht teilgenommen | nicht teilgenommen | nicht teilgenommen | nicht teilgenommen | nicht teilgenommen | nicht teilgenommen | nicht teilgenommen | nicht teilgenommen |
| 1984      | 29                 | 26                 | 3                  | Jodie Lawaetz                  | 4                  | 9                  |                    | 1                  | 3                  | 7                  |                    | 4                  | 1                  |                    |                    |                    |                    |                    |                    |                    |
| 1988      | 22                 | 19                 | 3                  | Peter Holmberg                 | 7                  | 6                  |                    |                    | 2                  | 6                  |                    |                    | 1                  | 1                  |                    |                    | 1                  |                    | 1                  | 36                 |
| 1992      | 25                 | 20                 | 5                  | Flora Hyacinth                 | 10                 | 7                  |                    | 2                  | 1                  | 3                  |                    |                    | 1                  | 1                  |                    |                    |                    |                    |                    |                    |
| 1996      | 12                 | 6                  | 6                  | Lisa Neuburger                 | 7                  | 2                  |                    | 1                  | 1                  | 1                  |                    |                    |                    |                    |                    |                    |                    |                    |                    |                    |
| 2000      | 9                  | 6                  | 3                  | Ameerah Bello                  | 3                  | 2                  |                    |                    | 2                  | 1                  |                    |                    | 1                  |                    |                    |                    |                    |                    |                    |                    |
| 2004      | 6                  | 5                  | 1                  | LaVerne Jones-Ferrette         | 2                  | 1                  |                    |                    | 2                  | 2                  |                    |                    |                    |                    |                    |                    |                    |                    |                    |                    |
| 2008      | 7                  | 6                  | 1                  | Josh Laban                     | 3                  | 1                  |                    | 2                  | 1                  | 1                  |                    |                    |                    |                    |                    |                    |                    |                    |                    |                    |
| 2012      | 7                  | 4                  | 3                  | Tabarie Henry                  | 4                  | 2                  |                    |                    |                    | 1                  |                    |                    |                    |                    |                    |                    |                    |                    |                    |                    |
| 2016      | 7                  | 5                  | 2                  | Cy Thompson                    | 3                  | 1                  |                    | 1                  |                    | 2                  |                    |                    |                    |                    |                    |                    |                    |                    |                    |                    |
| 2020      | 4                  | 3                  | 1                  | Natalia Kuiper, Adriel Sanes   | 1                  |                    |                    |                    |                    | 3                  |                    |                    |                    |                    | 1                  |                    |                    |                    |                    |                    |
| 2024      | 5                  | 4                  | 1                  | Kruz Schembri, Natalia Kuipers | 1                  |                    |                    |                    |                    | 2                  |                    | 1                  |                    |                    | 1                  |                    |                    |                    |                    |                    |
| Gesamt    | Gesamt             | Gesamt             | Gesamt             | Gesamt                         | Gesamt             | Gesamt             | Gesamt             | Gesamt             | Gesamt             | Gesamt             | Gesamt             | Gesamt             | Gesamt             | Gesamt             | Gesamt             | 0                  | 1                  | 0                  | 1                  | 127                |

### Winterspiele
| Jahr      | Athleten           | Athleten           | Athleten           | Flaggenträger      | Sportarten         | Sportarten         | Sportarten         | Sportarten         | Medaillen          | Medaillen          | Medaillen          | Rang               |
| Jahr      | Gesamt             | Männer             | Frauen             | Flaggenträger      | Rodeln             | Bobsport           | Ski Alpin          | Skeleton           |                    |                    |                    | Rang               |
| --------- | ------------------ | ------------------ | ------------------ | ------------------ | ------------------ | ------------------ | ------------------ | ------------------ | ------------------ | ------------------ | ------------------ | ------------------ |
| 1924–1984 | nicht teilgenommen | nicht teilgenommen | nicht teilgenommen | nicht teilgenommen | nicht teilgenommen | nicht teilgenommen | nicht teilgenommen | nicht teilgenommen | nicht teilgenommen | nicht teilgenommen | nicht teilgenommen | nicht teilgenommen |
| 1988      | 6                  | 4                  | 2                  | Seba Johnson       | 1                  | 4                  | 1                  |                    |                    |                    |                    |                    |
| 1992      | 12                 | 10                 | 2                  | Anne Abernathy     | 2                  | 8                  | 2                  |                    |                    |                    |                    |                    |
| 1994      | 8                  | 7                  | 1                  | Kyle Heikkila      | 2                  | 6                  |                    |                    |                    |                    |                    |                    |
| 1998      | 7                  | 6                  | 1                  | Paul Zar           | 1                  | 6                  |                    |                    |                    |                    |                    |                    |
| 2002      | 8                  | 6                  | 2                  | Dinah Browne       | 2                  | 6                  |                    |                    |                    |                    |                    |                    |
| 2006      | 1                  | 0                  | 1                  | Anne Abernathy     | 1                  |                    |                    |                    |                    |                    |                    |                    |
| 2010      | nicht teilgenommen | nicht teilgenommen | nicht teilgenommen | nicht teilgenommen | nicht teilgenommen | nicht teilgenommen | nicht teilgenommen | nicht teilgenommen | nicht teilgenommen | nicht teilgenommen | nicht teilgenommen | nicht teilgenommen |
| 2014      | 1                  | 0                  | 1                  | Jasmine Campbell   |                    |                    | 1                  |                    |                    |                    |                    |                    |
| 2018      | nicht teilgenommen | nicht teilgenommen | nicht teilgenommen | nicht teilgenommen | nicht teilgenommen | nicht teilgenommen | nicht teilgenommen | nicht teilgenommen | nicht teilgenommen | nicht teilgenommen | nicht teilgenommen | nicht teilgenommen |
| 2022      | 1                  | 0                  | 1                  | Katie Tannenbaum   |                    |                    |                    | 1                  |                    |                    |                    |                    |
| Gesamt    | Gesamt             | Gesamt             | Gesamt             | Gesamt             | Gesamt             | Gesamt             | Gesamt             | Gesamt             | 0                  | 0                  | 0                  | –                  |

## Medaillengewinner

### Goldmedaillen
Bislang (Stand 2024) keine Goldmedaillen

### Silbermedaillen
| Name           | Spiele     | Sportart | Disziplin   |
| -------------- | ---------- | -------- | ----------- |
| Peter Holmberg | 1988 Seoul | Segeln   | Finn-Dinghi |

### Bronzemedaillen
Bislang (Stand 2024) keine Bronzemedaillen

## Medaillen nach Sportart
| Sportart | Gold | Silber | Bronze | Gesamt |
| Segeln   | 0    | 1      | 0      | 1      |
| Gesamt   | 0    | 1      | 0      | 1      |